# 2006 w filmie
Ten artykuł należy dopracować:

przedstawiono sytuację tylko z polskiej perspektywy – artykuł powinien być przekrojowy.
Pomóż go poprawić. Na stronie dyskusji mogą znajdywać się pomocne komentarze.
Wydarzenia filmowe w 2006 roku.

## Wydarzenia
- 9–19 lutego – 56. Festiwal Filmowy w Berlinie
  - Złoty Niedźwiedź: Grbavica – Jasmila Žbanić
- 5 marca – 78. ceremonia wręczenia Oscarów
  - Najlepszy film – Miasto gniewu
  - Najlepszy aktor – Philip Seymour Hoffman
  - Najlepsza aktorka – Reese Witherspoon
- 17–25 maja – 59. Festiwal w Cannes
  - Złota Palma: Ken Loach – Wiatr buszujący w jęczmieniu
- 30 sierpnia-9 września – 63. Festiwal w Wenecji
  - Złoty Lew: Martwa natura – Jia Zhangke
- 12–17 września – 30. Festiwal Polskich Filmów Fabularnych w Gdyni
  - Złote Lwy: Plac Zbawiciela – Joanna Kos-Krauze i Krzysztof Krauze
- 25 listopada – 3 grudnia, Łódź – XIV Międzynarodowy Festiwal Sztuki Autorów Zdjęć Filmowych Camerimage
  - Złota Żaba: Guillermo Navarro za zdjęcia do filmu Labirynt fauna
  - Srebrna Żaba: Dick Pope za zdjęcia do filmu Iluzjonista
  - Brązowa Żaba: Ricardo Della Rosa za zdjęcia do filmu Dom z piasku (Casa de areia)

## Box Office
| Pozycja | Tytuł                                             | Widownia  |
| ------- | ------------------------------------------------- | --------- |
| 1.      | Epoka lodowcowa 2: Odwilż                         | 1 946 964 |
| 2.      | Jan Paweł II                                      | 1 913 155 |
| 3.      | Karol. Papież, który pozostał człowiekiem         | 1 742 555 |
| 4.      | Opowieści z Narnii: Lew, czarownica i stara szafa | 1 703 099 |
| 5.      | Tylko mnie kochaj                                 | 1 655 933 |
| 6.      | Kod da Vinci                                      | 1 218 387 |
| 7.      | Ja wam pokażę!                                    | 1 179 378 |
| 8.      | Piraci z Karaibów: Skrzynia umarlaka              | 1 067 377 |
| 9.      | Sezon na misia                                    | 862 138   |
| 10.     | Skok przez płot                                   | 689 813   |
| 11.     | Czerwony Kapturek – prawdziwa historia            | 655 542   |
| 12.     | Dżungla                                           | 527 544   |
| 13.     | Garfield 2                                        | 526 982   |
| 14.     | Casino Royale                                     | 526 671   |
| 15.     | Auta                                              | 468 424   |

## Przeboje kinowe w Polsce[1]

### Filmy zagraniczne
| Lp. | Nazwa                                             | Liczba widzów |
| --- | ------------------------------------------------- | ------------- |
| 1.  | Epoka lodowcowa 2: Odwilż                         | 1 946 964     |
| 2.  | Jan Paweł II                                      | 1 913 155     |
| 3.  | Opowieści z Narnii: Lew, czarownica i stara szafa | 1 703 099     |

### Filmy polskie
| Lp. | Nazwa                                     | Liczba widzów |
| --- | ----------------------------------------- | ------------- |
| 1.  | Karol. Papież, który pozostał człowiekiem | 1 742 555     |
| 2.. | Tylko mnie kochaj                         | 1 655 933     |
| 3.. | Ja wam pokażę!                            | 1 179 378     |

## Premiery w Polsce

### filmy polskie
| Data            | Tytuł filmu                               | Kraj   | Reżyseria                                  | Obsada                                                                              |
| --------------- | ----------------------------------------- | ------ | ------------------------------------------ | ----------------------------------------------------------------------------------- |
| 6 stycznia      | Kobieta z papugą na ramieniu              | Polska | Ryszard Maciej Nyczka                      | Wojciech Biedroń, Beata Dorf, Krzysztof Baumiller, Sławomir Jóźwik                  |
| 20 stycznia     | Tylko mnie kochaj                         | Polska | Ryszard Zatorski                           | Agnieszka Grochowska, Maciej Zakościelny, Agnieszka Dygant, Jan Frycz               |
| 10 lutego       | Ja wam pokażę!                            | Polska | Denis Delić                                | Grażyna Wolszczak, Paweł Deląg, Cezary Pazura, Maria Niklińska                      |
| 3 marca         | Jan Paweł II                              | /      | John Kent Harrison                         | Jon Voight, Cary Elwes, James Cromwell, Christopher Lee                             |
| 17 marca        | Francuski numer                           | Polska | Robert Wichrowski                          | Karolina Gruszka, Jan Frycz, Maciej Stuhr, Robert Więckiewicz, Jakub Tolak          |
| 31 marca        | Po sezonie                                | Polska | Janusz Majewski                            | Leon Niemczyk, Magdalena Cielecka, Ewa Wiśniewska, Małgorzata Socha                 |
| 7 kwietnia      | Czeka na nas świat                        | Polska | Robert Krzempek                            | Sebastian Pawlak, Bartosz Żukowski, Cezary Żak, Jerzy Trela                         |
| 19 kwietnia     | Oda do radości                            | Polska | Anna Kazejak-Dawid Jan Komasa Maciej Migas | Małgorzata Buczkowska, Piotr Głowacki, Lesław Żurek, Barbara Kurzaj                 |
| 21 kwietnia     | Wszyscy jesteśmy Chrystusami              | Polska | Marek Koterski                             | Marek Kondrat, Andrzej Chyra, Michał Koterski, Małgorzata Bogdańska                 |
| 3 maja          | Hi way                                    | Polska | Jacek Borusiński                           | Jacek Borusiński, Dariusz Basiński, Maciej Słota, Maurus Vom Scheidt                |
| 5 maja          | Jasminum                                  | Polska | Jan Jakub Kolski                           | Janusz Gajos, Wiktoria Gąsiewska, Grażyna Błęcka-Kolska, Adam Ferency               |
| 12 maja         | Masz na imię Justine                      | /      | Franco de Peña                             | Anna Cieślak, Arno Frisch, Rafał Maćkowiak, Mathieu Carrière, Dominique Pinon       |
| 26 maja         | Krótka histeria czasu                     | Polska | Dominik Matwiejczyk                        | Mateusz Damięcki, Kamilla Baar, Lucyna Piwowarska, Krzysztof Zych                   |
| 23 czerwca      | Kochankowie z Marony                      | Polska | Izabella Cywińska                          | Karolina Gruszka, Krzysztof Zawadzki, Łukasz Simlat, Łukasz Sikora, Danuta Stenka   |
| 7 lipca         | Teraz ja                                  | Polska | Anna Jadowska                              | Agnieszka Warchulska, Maciej Marczewski, Ewa Szykulska, Elżbieta Gruca              |
| 14 lipca        | Dublerzy                                  | Polska | Maciej Ziębiński                           | Andrzej Grabowski, Robert Gonera, Zbigniew Zamachowski, Kayah                       |
| 18 sierpnia     | Palimpsest                                | Polska | Konrad Niewolski                           | Andrzej Chyra, Magdalena Cielecka, Robert Gonera, Adam Ferency, Henryk Talar        |
| 1 września      | Kochankowie roku tygrysa                  | /      | Jacek Bromski                              | Michał Żebrowski, Li Min, Sun Ji Feng, Zhao Feng Xia                                |
| 8 września      | Plac Zbawiciela                           | Polska | Krzysztof Krauze Joanna Kos-Krauze         | Jowita Budnik, Arkadiusz Janiczek, Ewa Wencel, Dawid Gudejko, Natan Gudejko         |
| 15 września     | Chaos                                     | Polska | Xawery Żuławski                            | Maria Strzelecka, Marcin Brzozowski, Sławoj Jędrzejewski, Bolec                     |
| 15 września     | Samotność w sieci                         | Polska | Witold Adamek                              | Andrzej Chyra, Magdalena Cielecka, Agnieszka Grochowska, Szymon Bobrowski           |
| 22 września     | Kto nigdy nie żył…                        | Polska | Andrzej Seweryn                            | Michał Żebrowski, Joanna Sydor, Robert Janowski, Joanna Liszowska                   |
| 13 października | Karol. Papież, który pozostał człowiekiem | /      | Giacomo Battiato                           | Piotr Adamczyk, Dariusz Kwaśnik, Michele Placido, Alberto Cracco, Adriana Asti      |
| 13 października | Pod powierzchnią                          | Polska | Marek Gajczak                              | Zbigniew Kaleta, Magdalena Boczarska, Beata Kozikowska, Tomasz Karolak              |
| 27 października | Statyści                                  | Polska | Michał Kwieciński                          | Kinga Preis, Bartosz Opania, Anna Romantowska, Krzysztof Kiersznowski               |
| 3 listopada     | Job, czyli ostatnia szara komórka         | Polska | Konrad Niewolski                           | Tomasz Borkowski, Andrzej Andrzejewski, Borys Szyc, Agnieszka Włodarczyk            |
| 10 listopada    | Polisz kicz projekt... kontratakuje       | Polska | Mariusz Pujszo                             | Mariusz Pujszo, Agnieszka Gąsior, Katarzyna Sowińska, Agata Dratwa                  |
| 17 listopada    | Z odzysku                                 | Polska | Sławomir Fabicki                           | Antoni Pawlicki, Natalija Wdowina, Jacek Braciak, Dmytro Melnychuk, Michał Filipiak |
| 24 listopada    | Jak to się robi                           | Polska | Marcel Łoziński                            | Piotr Tymochowicz                                                                   |
| 1 grudnia       | Co słonko widziało                        | Polska | Michał Rosa                                | Damian Hryniewicz, Dominika Kluźniak, Krzysztof Stroiński, Tomasz Sapryk            |

### filmy zagraniczne

#### styczeń
| Data        | Tytuł filmu                                       | Kraj              | Reżyseria           | Obsada                                                                                      |
| ----------- | ------------------------------------------------- | ----------------- | ------------------- | ------------------------------------------------------------------------------------------- |
| 6 stycznia  | Hooligans                                         | /                 | Lexi Alexander      | Elijah Wood, Charlie Hunnam, David Alexander, Oliver Allison, James Allison, Claire Forlani |
| 6 stycznia  | Jarhead                                           | Stany Zjednoczone | Sam Mendes          | Jake Gyllenhaal, Scott MacDonald, Peter Sarsgaard, Jamie Foxx, Chris Cooper                 |
| 6 stycznia  | Manderlay                                         | /                 | Lars von Trier      | Bryce Dallas Howard, Isaach De Bankolé, Danny Glover, Willem Dafoe, Lauren Bacall           |
| 6 stycznia  | Opowieści z Narnii: Lew, czarownica i stara szafa | /                 | Andrew Adamson      | Georgie Henley, Skandar Keynes, William Moseley, Anna Popplewell, Tilda Swinton             |
| 6 stycznia  | Piła II                                           | /                 | Darren Lynn Bousman | Tobin Bell, Shawnee Smith, Donnie Wahlberg, Erik Knudsen, Franky G                          |
| 6 stycznia  | Trzy pogrzeby Melquiadesa Estrady                 | /                 | Tommy Lee Jones     | Tommy Lee Jones, Barry Pepper, Julio Cedillo, Dwight Yoakam, January Jones, Melissa Leo     |
| 13 stycznia | Duma i uprzedzenie                                | /                 | Joe Wright          | Keira Knightley, Matthew Macfadyen, Carey Mulligan, Donald Sutherland, Brenda Blethyn       |
| 13 stycznia | Kiss Kiss Bang Bang                               | Stany Zjednoczone | Shane Black         | Robert Downey Jr., Val Kilmer, Michelle Monaghan, Corbin Bernsen, Dash Mihok                |
| 13 stycznia | Ojciec i syn                                      | /                 | Aleksandr Sokurow   | Andriej Szczetinin, Aleksiej Niejmyszew, Aleksandr Razbasz, Fiodor Ławrow, Marina Zasuchina |
| 13 stycznia | SOS dla planety                                   | /                 | Ben Stassen         | ----                                                                                        |
| 13 stycznia | Sky Fighters                                      | Francja           | Gerard Pires        | Benoît Magimel, Clovis Cornillac, Géraldine Pailhas, Alice Taglioni, Philippe Torreton      |
| 13 stycznia | Ty i ja, i wszyscy, których znamy                 | /                 | Miranda July        | John Hawkes, Miranda July, Miles Thompson, Brandon Ratcliff, Carlie Westerman               |
| 20 stycznia | Pani Zemsta                                       | Korea Południowa  | Park Chan-wook      | Lee Young-ae, Choi Min-sik, Tony Barry, Anne Cordiner, Go Su-hee, Kim Bu-seon               |
| 20 stycznia | Sophie Scholl – ostatnie dni                      | Niemcy            | Marc Rothemund      | Julia Jentsch, Gerald Alexander Held, Fabian Hinrichs, Johanna Gastdorf, André Hennicke     |
| 20 stycznia | Underworld: Evolution                             | Stany Zjednoczone | Len Wiseman         | Kate Beckinsale, Scott Speedman, Tony Curran, Derek Jacobi, Bill Nighy, Steven Mackintosh   |
| 20 stycznia | Wykolejony                                        | /                 | Mikael Håfström     | Clive Owen, Jennifer Aniston, Vincent Cassel, Melissa George, Addison Timlin, RZA           |
| 20 stycznia | Zathura – Kosmiczna przygoda                      | Stany Zjednoczone | Jon Favreau         | Jonah Bobo, Josh Hutcherson, Dax Shepard, Kristen Stewart, Tim Robbins                      |
| 27 stycznia | Ballada o Jacku i Rose                            | Stany Zjednoczone | Rebecca Miller      | Camilla Belle, Daniel Day-Lewis, Catherine Keener, Ryan McDonald, Paul Dano                 |
| 27 stycznia | Bambi II                                          | Stany Zjednoczone | Brian Pimental      | Dubbing: Patrick Stewart, Alexander Gould, Brendon Baerg, Carolyn Hennesy, Nicky Jones      |
| 27 stycznia | Dowód                                             | Stany Zjednoczone | John Madden         | Gwyneth Paltrow, Anthony Hopkins, Jake Gyllenhaal, Hope Davis                               |
| 27 stycznia | Monachium                                         | /                 | Steven Spielberg    | Eric Bana, Daniel Craig, Ciarán Hinds, Mathieu Kassovitz, Hanns Zischler, Geoffrey Rush     |
| 27 stycznia | Siostry                                           | /                 | Curtis Hanson       | Cameron Diaz, Toni Collette, Anson Mount, Richard Burgi, Shirley MacLaine                   |
| 27 stycznia | Zejście                                           | Wielka Brytania   | Neil Marshall       | Shauna Macdonald, Natalie Jackson Mendoza, Alex Reid, Saskia Mulder, MyAnna Buring          |

#### luty
| Data      | Tytuł filmu                                | Kraj              | Reżyseria                               | Obsada                                                                                        |
| --------- | ------------------------------------------ | ----------------- | --------------------------------------- | --------------------------------------------------------------------------------------------- |
| 2 lutego  | Vitus                                      | Szwajcaria        | Fredi M. Murer                          | Teo Gheorghiu, Bruno Ganz, Julika Jenkins, Urs Jucker                                         |
| 3 lutego  | Dick i Jane: Niezły ubaw                   | Stany Zjednoczone | Dean Parisot                            | Jim Carrey, Téa Leoni, Alec Baldwin, Richard Jenkins, Angie Harmon, John Michael Higgins      |
| 3 lutego  | Dzielnica                                  | Węgry             | Áron Gauder                             | Dubbing: L.L. Junior, László Szacsvay, Gyözö Szabó, Csaba Pindroch, Gábor Csöre               |
| 3 lutego  | Hawaje, Oslo                               | /                 | Erik Poppe                              | Trond Espen Seim, Jan Gunnar Røise, Evy Kasseth Røsten, Stig Henrik Hoff, Silje Torp Færavaag |
| 3 lutego  | Shutter – Widmo                            | Tajlandia         | Banjong Pisanthanakun Parkpoom Wongpoom | Ananda Everingham, Natthaweeranuch Thongmee, Achita Sikamana, Unnop Chanpaibool               |
| 10 lutego | Czas, który pozostał                       | Francja           | François Ozon                           | Melvil Poupaud, Jeanne Moreau, Valeria Bruni Tedeschi, Daniel Duval, Marie Rivière            |
| 10 lutego | Jak w niebie                               | Kanada            | Mark Waters                             | Reese Witherspoon, Mark Ruffalo, Donal Logue, Dina Waters, Ben Shenkman                       |
| 10 lutego | Mgła                                       | Japonia           | Rupert Wainwright                       | Tom Welling, Maggie Grace, Selma Blair, DeRay Davis, Kenneth Welsh, Adrian Hough              |
| 10 lutego | Z ust do ust                               | /                 | Rob Reiner                              | Jennifer Aniston, Kevin Costner, Shirley MacLaine, Mark Ruffalo, Richard Jenkins              |
| 17 lutego | Jazda                                      | Czechy            | Jan Svěrák                              | Anna Geislerová, Radek Pastrňák, Filip Renč, Jakub Špalek                                     |
| 17 lutego | Niania                                     | /                 | Kirk Jones                              | Emma Thompson, Colin Firth, Kelly Macdonald, Thomas Sangster, Eliza Bennett                   |
| 17 lutego | Niedokończone życie                        | /                 | Lasse Hallstrom                         | Robert Redford, Jennifer Lopez, Morgan Freeman, Josh Lucas, Damian Lewis                      |
| 17 lutego | Spacer po linie                            | /                 | James Mangold                           | Joaquin Phoenix, Reese Witherspoon, Ginnifer Goodwin, Robert Patrick, Dallas Roberts          |
| 17 lutego | Wszystko zostaje w rodzinie                | Wielka Brytania   | Niall Johnson                           | Rowan Atkinson, Kristin Scott Thomas, Maggie Smith, Patrick Swayze, Tamsin Egerton            |
| 18 lutego | Capote                                     | /                 | Bennett Miller                          | Philip Seymour Hoffman, Catherine Keener, Chris Cooper, Clifton Collins Jr., Mark Pellegrino  |
| 24 lutego | Czeski sen                                 | Czechy            | Vít Klusák Filip Remunda                | ----                                                                                          |
| 24 lutego | Good Night and Good Luck                   | /                 | George Clooney                          | David Strathairn, George Clooney, Jeff Daniels, Patricia Clarkson, Robert Downey Jr.          |
| 24 lutego | Jan Paweł II: Nie lękajcie się             | /                 | Jeff Bleckner                           | Thomas Kretschmann, Joaquim de Almeida, Sabrina Jàvor, Bruno Ganz                             |
| 24 lutego | Pinokio, przygoda w przyszłości            | /                 | Daniel Robichaud                        | Dubbing: Raymond Bouchard, Martin Cloutier, Ellen David, François-Nicolas Dolan               |
| 24 lutego | Różowa Pantera                             | /                 | Shawy Levy                              | Steve Martin, Kevin Kline, Jean Reno, Emily Mortimer, Henry Czerny                            |
| 24 lutego | Tajemnica Brokeback Mountain               | /                 | Ang Lee                                 | Heath Ledger, Jake Gyllenhaal, Randy Quaid, Michelle Williams, Anne Hathaway                  |
| 24 lutego | Wspaniałe pustkowie. Spacer po Księżycu 3D | Stany Zjednoczone | Mark Cowen                              | Tom Hanks, John Corbett, Andrew Husmann, Bryan Cranston, Aaron White                          |

#### marzec
| Data     | Tytuł filmu                            | Kraj              | Reżyseria                            | Obsada                                                                                  |
| -------- | -------------------------------------- | ----------------- | ------------------------------------ | --------------------------------------------------------------------------------------- |
| 3 marca  | Æon Flux                               | /                 | Karyn Kusama                         | Charlize Theron, Marton Csokas, Jonny Lee Miller, Sophie Okonedo, Frances McDormand     |
| 3 marca  | Czerwony Kapturek – prawdziwa historia | Stany Zjednoczone | Cory Edwards Todd Edwards Tony Leech | Dubbing: Anne Hathaway, Glenn Close, James Belushi, Patrick Warburton, Anthony Anderson |
| 3 marca  | Hostel                                 | Stany Zjednoczone | Eli Roth                             | Jay Hernández, Derek Richardson, Eyþór Guðjónsson, Barbara Nedeljáková                  |
| 3 marca  | Łuk                                    | /                 | Kim Ki-duk                           | Yeo-reum Han, Si-jeok Seo, Gook-hwan Jeon, Seong-hwang Jeon                             |
| 3 marca  | Syriana                                | Stany Zjednoczone | Stephen Gaghan                       | George Clooney, Matt Damon, Jeffrey Wright, Chris Cooper, William Hurt                  |
| 10 marca | C.R.A.Z.Y.                             | Kanada            | Jean-Marc Vallée                     | Michel Côté, Marc-André Grondin, Danielle Proulx, Émile Vallée, Pierre-Luc Brillant     |
| 10 marca | Nieodebrane połączenie                 | Japonia           | Takashi Miike                        | Kou Shibasaki, Shin’ichi Tsutsumi, Kazue Fukiishi, Anna Nagata, Atsushi Ida             |
| 10 marca | Piekło                                 | /                 | Danis Tanović                        | Emmanuelle Béart, Karin Viard, Marie Gillain, Guillaume Canet, Jacques Gamblin          |
| 10 marca | Prognoza na życie                      | /                 | Gore Verbinski                       | Nicolas Cage, Michael Caine, Hope Davis, Gemmenne de la Peña, Nicholas Hoult            |
| 10 marca | Wyznania gejszy                        | Stany Zjednoczone | Rob Marshall                         | Gong Li, Suzuka Ōgo, Michelle Yeoh, Zhang Ziyi, Youki Kudoh                             |
| 17 marca | Angel-A                                | Francja           | Luc Besson                           | Jamel Debbouze, Rie Rasmussen, Gilbert Melki, Serge Riaboukine, Akim Chir               |
| 17 marca | Modigliani, pasja tworzenia            | /                 | Mick Davis                           | Andy García, Elsa Zylberstein, Omid Djalili, Hippolyte Girardot, Eva Herzigova          |
| 17 marca | Na psa urok                            | Stany Zjednoczone | Brian Robbins                        | Tim Allen, Kristin Davis, Zena Grey, Spencer Breslin, Danny Glover, Robert Downey Jr.   |
| 24 marca | Casanova                               | Stany Zjednoczone | Lasse Hallstrom                      | Heath Ledger, Sienna Miller, Jeremy Irons, Oliver Platt, Lena Olin, Omid Djalili        |
| 24 marca | GITMO – Nowe prawa wojny               | Szwecja           | Erik Gandini Tarik Saleh             | ----                                                                                    |
| 24 marca | Oszukać przeznaczenie 3                | /                 | James Wong                           | Mary Elizabeth Winstead, Ryan Merriman, Kris Lemche, Alexz Johnson, Sam Easton          |
| 24 marca | Plan doskonały                         | Stany Zjednoczone | Spike Lee                            | Denzel Washington, Clive Owen, Jodie Foster, Christopher Plummer, Willem Dafoe          |
| 24 marca | Tajemnice oceanu                       | /                 | Andy Byatt Alastair Fothergill       | ----                                                                                    |
| 24 marca | W rytmie serca                         | Francja           | Jacques Audiard                      | Romain Duris, Niels Arestrup, Jonathan Zaccaï, Gilles Cohen, Linh Dan Pham, Aure Atika  |
| 24 marca | Zostań                                 | Stany Zjednoczone | Marc Forster                         | Ewan McGregor, Ryan Gosling, Naomi Watts, Elizabeth Reaser, Bob Hoskins                 |
| 29 marca | Nagi instynkt 2                        | /                 | Michael Caton-Jones                  | Sharon Stone, David Morrissey, Terence Harvey, David Thewlis, Charlotte Rampling        |
| 31 marca | Epoka lodowcowa 2                      | Stany Zjednoczone | Carlos Saldanha                      | Dubbing: Ray Romano, John Leguizamo, Denis Leary, Seann William Scott, Queen Latifah    |
| 31 marca | Kiedy dzwoni nieznajomy                | Stany Zjednoczone | Simon West                           | Camilla Belle, Tommy Flanagan, Katie Cassidy, Tessa Thompson, Brian Geraghty            |

#### kwiecień
| Data        | Tytuł filmu             | Kraj              | Reżyseria         | Obsada                                                                                |
| ----------- | ----------------------- | ----------------- | ----------------- | ------------------------------------------------------------------------------------- |
| 7 kwietnia  | Salto                   | Australia         | Cate Shortland    | Abbie Cornish, Damian de Montemas, Olivia Pigeot, Sam Worthington                     |
| 7 kwietnia  | Tarnation               | Stany Zjednoczone | Jonathan Caouette | ----                                                                                  |
| 7 kwietnia  | V jak vendetta          | /                 | James McTeigue    | Natalie Portman, Hugo Weaving, Stephen Rea, Stephen Fry, John Hurt, Tim Pigott-Smith  |
| 7 kwietnia  | Wszystko gra            | Stany Zjednoczone | Woody Allen       | Jonathan Rhys Meyers, Scarlett Johansson, Emily Mortimer, Brian Cox, Matthew Goode    |
| 21 kwietnia | Być jak Stanley Kubrick | /                 | Brian W. Cook     | John Malkovich, Richard E. Grant, Nolan Hemmings, Luke Mably, Leslie Phillips         |
| 21 kwietnia | Firewall                | /                 | Richard Loncraine | Harrison Ford, Paul Bettany, Virginia Madsen, Mary Lynn Rajskub, Alan Arkin           |
| 21 kwietnia | Maria                   | /                 | Abel Ferrara      | Juliette Binoche, Forest Whitaker, Matthew Modine, Heather Graham, Marion Cotillard   |
| 21 kwietnia | Straszny film 4         | Stany Zjednoczone | David Zucker      | Anna Faris, Regina Hall, Craig Bierko, Bill Pullman, Anthony Anderson, Leslie Nielsen |

#### maj
| Data    | Tytuł filmu                | Kraj              | Reżyseria                             | Obsada |
| ------- | -------------------------- | ----------------- | ------------------------------------- | --- |
| 5 maja  | 007 przygód Franka i Wendy | Estonia           | Kaspar Jancis Ülo Pikkov Priit Tender | Dubbing: Peeter Oja, Jan Uuspõld, Janne Shevtshenko, Andrus Vaarik, Anne Reemann                                                                                  |
| 5 maja  | Gdyby jutra nie było       | Indie             | Nikhil Advani                         | Jaya Bhaduri, Shah Rukh Khan, Saif Ali Khan, Preity Zinta, Sushma Seth                                                                                            |
| 5 maja  | Mission: Impossible III    | /                 | J.J. Abrams                           | Tom Cruise, Philip Seymour Hoffman, Ving Rhames, Billy Crudup, Michelle Monaghan Jonathan Rhys Meyers, Keri Russell, Maggie Q, Simon Pegg, Laurence Fishburne     |
| 5 maja  | Psia buda                  | /                 | Pablo Riera                           | Martín Adjemián, Sergio Gorfain, María Sofía Dabarca, Richard Vera, Adriana Barbosa                                                                               |
| 12 maja | Agent XXL 2                | Stany Zjednoczone | John Whitesell                        | Martin Lawrence, Nia Long, Emily Procter, Zachary Levi, Mark Moses, Kat Dennings                                                                                  |
| 12 maja | Asterix i wikingowie       | /                 | Stefan Fjeldmark Jesper Møller        | Dubbing: Roger Carel, Lorànt Deutsch, Sara Forestier, Jacques Frantz, Pierre Palmade                                                                              |
| 12 maja | Jabłka Adama               | /                 | Anders Thomas Jensen                  | Ulrich Thomsen, Mads Mikkelsen, Nicolas Bro, Paprika Steen, Ali Kazim                                                                                             |
| 12 maja | Lassie                     | /                 | Charles Sturridge                     | Peter O’Toole, Samantha Morton, John Lynch, Peter Dinklage, Gerry O’Brien                                                                                         |
| 19 maja | Kod da Vinci               | Stany Zjednoczone | Ron Howard                            | Tom Hanks, Audrey Tautou, Ian McKellen, Jean Reno, Paul Bettany, Alfred Molina                                                                                    |
| 19 maja | Kola                       | Czechy            | Jan Svěrák                            | Zdeněk Svěrák, Andriej Chalimon, Libuše Šafránková, Ondřej Vetchý, Stella Zázvorková                                                                              |
| 19 maja | Odwaga miłości             | Francja           | Claude Lelouch                        | Mathilde Seigner, Maïwenn Le Besco, Massimo Ranieri, Michel Leeb, Arielle Dombasle                                                                                |
| 19 maja | Życie oceanów 3D           | /                 | Howard Hall                           | ---- |
| 26 maja | Dżungla                    | /                 | Steve „Spaz” Williams                 | Dubbing: Kiefer Sutherland, James Belushi, Eddie Izzard, Janeane Garofalo, William Shatner                                                                        |
| 26 maja | Klimt                      | /                 | Raúl Ruiz                             | John Malkovich, Veronica Ferres, Stephen Dillane, Saffron Burrows, Sandra Ceccarelli                                                                              |
| 26 maja | Silent Hill                | /                 | Christophe Gans                       | Radha Mitchell, Sean Bean, Laurie Holden, Deborah Kara Unger, Kim Coates                                                                                          |
| 26 maja | Tsotsi                     | /                 | Gavin Hood                            | Presley Chweneyagae, Terry Pheto, Kenneth Nkosi, Mothusi Magano                                                                                                   |
| 26 maja | X-Men 3                    | /                 | Brett Ratner                          | Hugh Jackman, Halle Berry, Ian McKellen, Patrick Stewart, Famke Janssen, Anna Paquin Kelsey Grammer, James Marsden, Rebecca Romijn, Shawn Ashmore, Aaron Stanford |

#### czerwiec
| Data       | Tytuł filmu            | Kraj              | Reżyseria                               | Obsada                                                                                    |
| ---------- | ---------------------- | ----------------- | --------------------------------------- | ----------------------------------------------------------------------------------------- |
| 2 czerwca  | Kupiec wenecki         | /                 | Michael Radford                         | Al Pacino, Jeremy Irons, Joseph Fiennes, Lynn Collins, Zuleikha Robinson                  |
| 2 czerwca  | Last Days              | Stany Zjednoczone | Gus Van Sant                            | Michael Pitt, Lukas Haas, Asia Argento, Scott Patrick Green, Nicole Vicius                |
| 2 czerwca  | Posejdon               | Stany Zjednoczone | Wolfgang Petersen                       | Josh Lucas, Kurt Russell, Jacinda Barrett, Richard Dreyfuss, Emmy Rossum, Mía Maestro     |
| 2 czerwca  | Rytm to jest to!       | Niemcy            | Thomas Grube Enrique Sánchez Lansch     | ----                                                                                      |
| 2 czerwca  | Za ile mnie pokochasz? | /                 | Bertrand Blier                          | Monica Bellucci, Bernard Campan, Gérard Depardieu, Jean-Pierre Darroussin, Édouard Baer   |
| 6 czerwca  | Omen                   | Stany Zjednoczone | John Moore                              | Liev Schreiber, Julia Stiles, Seamus Davey-Fitzpatrick, David Thewlis, Mia Farrow         |
| 9 czerwca  | Bracia                 | /                 | Susanne Bier                            | Connie Nielsen, Ulrich Thomsen, Nikolaj Lie Kaas, Sarah Juel Werner, Rebecca Løgstrup     |
| 9 czerwca  | Gdzie leży prawda      | /                 | Atom Egoyan                             | Kevin Bacon, Colin Firth, Alison Lohman, David Hayman, Rachel Blanchard                   |
| 9 czerwca  | Ona to on              | /                 | Andy Fickman                            | Amanda Bynes, Channing Tatum, Laura Ramsey, Vinnie Jones, David Cross                     |
| 9 czerwca  | Takeshis’              | Japonia           | Takeshi Kitano                          | Takeshi Kitano, Kotomi Kyôno, Kayoko Kishimoto, Ren Ôsugi, Susumu Terajima                |
| 9 czerwca  | Tristan i Izolda       | /                 | Kevin Reynolds                          | James Franco, Sophia Myles, Rufus Sewell, David O’Hara, Mark Strong, Henry Cavill         |
| 16 czerwca | Akwamaryna             | /                 | Elizabeth Allen                         | Emma Roberts, Joanna Levesque, Sara Paxton, Jake McDorman, Arielle Kebbel                 |
| 23 czerwca | Auta                   | Stany Zjednoczone | John Lasseter Joe Ranft                 | Dubbing: Owen Wilson, Paul Newman, Bonnie Hunt, Cheech Marin, Tony Shalhoub               |
| 23 czerwca | Biała Masajka          | Niemcy            | Hermine Huntgeburth                     | Nina Hoss, Jacky Ido, Katja Flint, Antonio Prester, Janek Rieke                           |
| 23 czerwca | Bilety                 | /                 | Abbas Kiarostami Ken Loach Ermanno Olmi | Carlo Delle Piane, Valeria Bruni Tedeschi, Silvana De Santis, Filippo Trojano             |
| 23 czerwca | Miłość na zamówienie   | Stany Zjednoczone | Tom Dey                                 | Matthew McConaughey, Sarah Jessica Parker, Zooey Deschanel, Justin Bartha, Bradley Cooper |
| 23 czerwca | Zwrotniczy             | Holandia          | Jos Stelling                            | Jim van der Woude, Stéphane Excoffier, John Kraaykamp, Josse De Pauw, Ton van Dort        |
| 30 czerwca | Ciasteczko             | /                 | Nisha Ganatra                           | Heather Graham, David Sutcliffe, Taye Diggs, Sandra Oh, Keram Malicki-Sánchez             |
| 30 czerwca | Dead Fish              | /                 | Charley Stadler                         | Robert Carlyle, Gary Oldman, Terence Stamp, Elena Anaya, Jimi Mistry, Billy Zane          |
| 30 czerwca | Rozpustnik             | /                 | Laurence Dunmore                        | Johnny Depp, John Malkovich, Rosamund Pike, Tom Hollander, Rupert Friend                  |

#### lipiec
| Data     | Tytuł filmu                          | Kraj              | Reżyseria                     | Obsada |
| -------- | ------------------------------------ | ----------------- | ----------------------------- | --- |
| 7 lipca  | Kilka słów o miłości                 | Włochy            | Giovanni Veronesi             | Carlo Verdone, Luciana Littizzetto, Silvio Muccino, Sergio Rubini, Margherita Buy                                                                                 |
| 7 lipca  | Komedia romantyczna                  | /                 | Aaron Seltzer                 | Alyson Hannigan, Adam Campbell, Sophie Monk, Eddie Griffin, Meera Simhan                                                                                          |
| 7 lipca  | Kraina obfitości                     | /                 | Wim Wenders                   | Michelle Williams, John Diehl, Shaun Toub, Wendell Pierce, Richard Edson                                                                                          |
| 7 lipca  | Kraina traw                          | /                 | Terry Gilliam                 | Jodelle Ferland, Janet McTeer, Brendan Fletcher, Jennifer Tilly, Jeff Bridges                                                                                     |
| 7 lipca  | Sex w Brnie                          | Czechy            | Vladimír Morávek              | Katerina Holánová, Jan Budar, Miroslav Donutil, Martin Pechlát, Jaroslava Pokorná                                                                                 |
| 7 lipca  | Skok przez płot                      | Stany Zjednoczone | Tim Johnson Karey Kirkpatrick | Dubbing: Bruce Willis, Garry Shandling, Steve Carell, Wanda Sykes, William Shatner Nick Nolte, Thomas Haden Church, Allison Janney, Eugene Levy, Catherine O’Hara |
| 14 lipca | Gry weselne                          | /                 | Ol Parker                     | Piper Perabo, Lena Headey, Matthew Goode, Celia Imrie, Anthony Head, Darren Boyd                                                                                  |
| 14 lipca | Przysięga                            | /                 | Chen Kaige                    | Jang Dong-gun, Hiroyuki Sanada, Cecilia Cheung, Nicholas Tse, Liu Ye                                                                                              |
| 14 lipca | Wzgórza mają oczy                    | Stany Zjednoczone | Alexandre Aja                 | Aaron Stanford, Kathleen Quinlan, Vinessa Shaw, Emilie de Ravin, Dan Byrd, Tom Bower                                                                              |
| 20 lipca | Upadłe niebo                         | Stany Zjednoczone | Terry Green                   | Timothy Hutton, David Strathairn, Leelee Sobieski, Elijah Kelley, Azura Skye, James Tolkan, Bill Smitrovich                                                       |
| 21 lipca | Piraci z Karaibów: Skrzynia umarlaka | Stany Zjednoczone | Gore Verbinski                | Johnny Depp, Orlando Bloom, Keira Knightley, Jack Davenport, Bill Nighy Jonathan Pryce, Lee Arenberg, Mackenzie Crook, Kevin McNally, Stellan Skarsgård           |
| 28 lipca | Demon: Historia prawdziwa            | /                 | Courtney Solomon              | Donald Sutherland, Sissy Spacek, James D’Arcy, Rachel Hurd-Wood, Matthew Marsh                                                                                    |
| 28 lipca | Garfield 2                           | /                 | Tim Hill                      | Breckin Meyer, Jennifer Love Hewitt, Billy Connolly, Bill Murray, Ian Abercrombie                                                                                 |
| 28 lipca | Kumple na zabój                      | /                 | Richard Shepard               | Pierce Brosnan, Greg Kinnear, Hope Davis, Philip Baker Hall, Adam Scott                                                                                           |
| 28 lipca | Prawdziwa historia                   | /                 | Roger Donaldson               | Anthony Hopkins, Iain Rea, Tessa Mitchell, Aaron Murphy, Tim Shadbolt, Annie Whittle                                                                              |
| 28 lipca | Skrzat                               | Czechy            | Tomáš Vorel                   | Bolek Polívka, Eva Holubová, Tomáš Vorel, Anna Marhoulová, Jiří Macháček                                                                                          |

#### sierpień
| Data        | Tytuł filmu                         | Kraj              | Reżyseria                      | Obsada                                                                                   |
| ----------- | ----------------------------------- | ----------------- | ------------------------------ | ---------------------------------------------------------------------------------------- |
| 4 sierpnia  | Bezpańskie psy                      | /                 | Marzieh Makhmalbaf             | Gol-Ghotai, Zahed, Agheleh Rezaie, Sohrab Akbari, Jamil Ghanazideh                       |
| 4 sierpnia  | Jak być sobą                        | /                 | David O. Russell               | Jason Schwartzman, Isabelle Huppert, Dustin Hoffman, Lily Tomlin, Jude Law               |
| 4 sierpnia  | Rebeliant                           | Indie             | Ketan Mehta                    | Aamir Khan, Rani Mukherjee, Toby Stephens, Coral Beed, Ameesha Patel                     |
| 4 sierpnia  | SEXiPIStOLS                         | /                 | Joachim Rønning Espen Sandberg | Penélope Cruz, Salma Hayek, Steve Zahn, Dwight Yoakam, Sam Shepard                       |
| 4 sierpnia  | Superman: Powrót                    | /                 | Bryan Singer                   | Brandon Routh, Kate Bosworth, Kevin Spacey, James Marsden, Frank Langella                |
| 4 sierpnia  | Sztuka zrywania                     | Stany Zjednoczone | Peyton Reed                    | Vince Vaughn, Jennifer Aniston, Joey Lauren Adams, Cole Hauser, Jon Favreau              |
| 11 sierpnia | 16 przecznic                        | /                 | Richard Donner                 | Bruce Willis, Mos Def, David Morse, Jenna Stern, Casey Sander, Cylk Cozart               |
| 11 sierpnia | Stay Alive                          | Stany Zjednoczone | William Brent Bell             | Jon Foster, Samaire Armstrong, Frankie Muniz, Jimmi Simpson, Wendell Pierce              |
| 11 sierpnia | Strażnik                            | Stany Zjednoczone | Clark Johnson                  | Michael Douglas, Kiefer Sutherland, Eva Longoria Parker, Martin Donovan, Kim Basinger    |
| 11 sierpnia | Szybcy i wściekli: Tokio Drift      | /                 | Justin Lin                     | Lucas Black, Vincent Laresca, Nathalie Kelley, Jason Tobin, Keiko Kitagawa               |
| 18 sierpnia | Dom nad jeziorem                    | /                 | Alejandro Agresti              | Keanu Reeves, Sandra Bullock, Christopher Plummer, Ebon Moss-Bachrach, Dylan Walsh       |
| 18 sierpnia | Shinobi                             | Japonia           | Ten Shimoyama                  | Yukie Nakama, Jô Odagiri, Tomoka Kurotani, Erika Sawajiri, Kippei Shiina, Takeshi Masu   |
| 18 sierpnia | Słoneczne miasto                    | /                 | Martin Šulík                   | Oldřich Navrátil, Ivan Martinka, Ľuboš Kostelný, Igor Bareš, Anna Cónová, Petra Špalková |
| 18 sierpnia | Straszny dom                        | Stany Zjednoczone | Gil Kenan                      | Dubbing: Ryan Newman, Steve Buscemi, Mitchel Musso, Catherine O’Hara, Fred Willard       |
| 18 sierpnia | Zabójczy numer                      | /                 | Paul McGuigan                  | Josh Hartnett, Bruce Willis, Lucy Liu, Morgan Freeman, Ben Kingsley, Stanley Tucci       |
| 25 sierpnia | 7 krasnoludków – historia prawdziwa | Niemcy            | Sven Unterwaldt Jr.            | Otto Waalkes, Heinz Hoenig, Mirco Nontschew, Boris Aljinovic, Markus Majowski            |
| 25 sierpnia | Miami Vice                          | /                 | Michael Mann                   | Colin Farrell, Jamie Foxx, Gong Li, Naomie Harris, Ciarán Hinds, Justin Theroux          |
| 25 sierpnia | Moja super eksdziewczyna            | Stany Zjednoczone | Ivan Reitman                   | Uma Thurman, Luke Wilson, Anna Faris, Rainn Wilson, Eddie Izzard, Stelio Savante         |
| 25 sierpnia | Życie ukryte w słowach              | Hiszpania         | Isabel Coixet                  | Sarah Polley, Tim Robbins, Sverre Anker Ousdal, Danny Cunningham                         |

#### wrzesień
| Data        | Tytuł filmu                | Kraj              | Reżyseria                                | Obsada                                                                                    |
| ----------- | -------------------------- | ----------------- | ---------------------------------------- | ----------------------------------------------------------------------------------------- |
| 1 września  | Klik: I robisz, co chcesz  | Stany Zjednoczone | Frank Coraci                             | Adam Sandler, Kate Beckinsale, Christopher Walken, David Hasselhoff, Henry Winkler        |
| 1 września  | Lot 93                     | /                 | Paul Greengrass                          | J.J. Johnson, Gary Commock, Polly Adams, Opal Alladin, Starla Benford                     |
| 1 września  | Marsjanin Mercano          | Argentyna         | Juan Antin                               | Dubbing: Graciela Borges, Roberto Carnaghi, Fabio Alberti, Damián Dreyzik, Alejandro Nagy |
| 1 września  | Omagh                      | /                 | Pete Travis                              | Gerard McSorley, Michele Forbes, Brenda Fricker, Stuart Graham, Peter Ballance            |
| 1 września  | Palindromy                 | Stany Zjednoczone | Todd Solondz                             | Matthew Faber, Angela Pietropinto, Bill Buell, Emani Sledge, Ellen Barkin                 |
| 1 września  | Step Up: Taniec zmysłów    | Stany Zjednoczone | Anne Fletcher                            | Channing Tatum, Jenna Dewan, Damaine Radcliff, De’Shawn Washington                        |
| 8 września  | Ciało za milion            | /                 | Mark Mylod                               | Robin Williams, Holly Hunter, Giovanni Ribisi, Tim Blake Nelson, Woody Harrelson          |
| 8 września  | Jedna ręka nie klaszcze    | Czechy            | David Ondříček                           | Jiří Macháček, Ivan Trojan, Marek Taclík, Klára Pollertová, Isabela Bencová               |
| 8 września  | Klucze do domu             | /                 | Gianni Amelio                            | Kim Rossi Stuart, Charlotte Rampling, Andrea Rossi, Alla Faerovich, Pierfrancesco Favino  |
| 8 września  | Kobieta w błękitnej wodzie | Stany Zjednoczone | M. Night Shyamalan                       | Paul Giamatti, Bryce Dallas Howard, Jeffrey Wright, Bob Balaban, M. Night Shyamalan       |
| 8 września  | Oby do wiosny              | Stany Zjednoczone | Adam Rapp                                | Zooey Deschanel, Mandy Siegfried, Amy Madigan, Will Ferrell, Ed Harris                    |
| 15 września | Bunty i Babli              | Indie             | Shaad Ali                                | Abhishek Bachchan, Rani Mukherjee, Amitabh Bachchan, Raj Babbar, Tania Zaetta             |
| 15 września | Teoria chaosu              | /                 | Tony Giglio                              | Jason Statham, Ryan Phillippe, Wesley Snipes, Henry Czerny, Justine Waddell               |
| 22 września | Ja, ty i on                | Stany Zjednoczone | Anthony Russo Joe Russo                  | Owen Wilson, Kate Hudson, Matt Dillon, Michael Douglas, Seth Rogen, Amanda Detmer         |
| 22 września | John Tucker musi odejść    | /                 | Betty Thomas                             | Jesse Metcalfe, Brittany Snow, Ashanti, Sophia Bush, Arielle Kebbel                       |
| 22 września | Po rozum do mrówek         | Stany Zjednoczone | John A. Davis                            | Dubbing: Julia Roberts, Nicolas Cage, Meryl Streep, Paul Giamatti, Zach Tyler             |
| 22 września | Przetrzymać tę miłość      | Wielka Brytania   | Roger Michell                            | Daniel Craig, Samantha Morton, Rhys Ifans, Bill Nighy, Susan Lynch                        |
| 22 września | Zakochany Paryż            | /                 | Wes Craven Gus Van Sant Tom Tykwer i in. | Marianne Faithfull, Nick Nolte, Juliette Binoche, Maggie Gyllenhaal, Natalie Portman      |
| 29 września | DOA: Dead or Alive         | /                 | Corey Yuen                               | Jaime Pressly, Devon Aoki, Holly Valance, Sarah Carter, Natassia Malthe                   |
| 29 września | Volver                     | Hiszpania         | Pedro Almodóvar                          | Penélope Cruz, Carmen Maura, Lola Dueñas, Blanca Portillo, Yohana Cobo                    |
| 29 września | Zwiąż mnie                 | Hiszpania         | Pedro Almodóvar                          | Victoria Abril, Antonio Banderas, Loles León, Julieta Serrano, María Barranco             |

#### październik
| Data            | Tytuł filmu               | Kraj              | Reżyseria                                | Obsada |
| --------------- | ------------------------- | ----------------- | ---------------------------------------- | --- |
| 6 października  | Diabeł ubiera się u Prady | Stany Zjednoczone | David Frankel                            | Meryl Streep, Anne Hathaway, Emily Blunt, Stanley Tucci, Simon Baker                                                                  |
| 6 października  | World Trade Center        | Stany Zjednoczone | Oliver Stone                             | Nicolas Cage, Maria Bello, Jay Hernández, Maggie Gyllenhaal, Michael Peña                                                             |
| 6 października  | Życie jest muzyką         | /                 | Fatih Akın                               | ---- |
| 13 października | Sezon na misia            | Stany Zjednoczone | Roger Allers Jill Culton Anthony Stacchi | Dubbing: Martin Lawrence, Ashton Kutcher, Gary Sinise, Debra Messing, Billy Connolly                                                  |
| 13 października | Tam, gdzie rosną poziomki | Szwecja           | Ingmar Bergman                           | Victor Sjöström, Bibi Andersson, Ingrid Thulin, Gunnar Björnstrand, Jullan Kindahl                                                    |
| 13 października | Węże w samolocie          | /                 | David R. Ellis                           | Samuel L. Jackson, Julianna Margulies, Nathan Phillips, Rachel Blanchard, Flex Alexander                                              |
| 20 października | 9 kompania                | /                 | Fiodor Bondarczuk                        | Artur Smoljaninow, Aleksiej Czadow, Konstantin Kriukow, Iwan Kokorin, Michaił Jewłanow                                                |
| 20 października | Clerks – Sprzedawcy II    | Stany Zjednoczone | Kevin Smith                              | Brian O’Halloran, Jeff Anderson, Jason Mewes, Kevin Smith, Rosario Dawson                                                             |
| 20 października | Confetti                  | Wielka Brytania   | Debbie Isitt                             | Martin Freeman, Jessica Hynes, Stephen Mangan, Meredith MacNeill, Robert Webb                                                         |
| 20 października | Hawana – miasto utracone  | Stany Zjednoczone | Andy García                              | Andy García, Dustin Hoffman, Bill Murray, Inés Sastre, Tomás Milián                                                                   |
| 20 października | Murderball – gra o życie  | Stany Zjednoczone | Henry Alex Rubin Dana Adam Shapiro       | ---- |
| 27 października | Wiara jak ziemniaki       | Południowa Afryka | Regardt van den Bergh                    | Frank Rautenbach, Jeanne Neilson, Hamilton Dlamini, Sean Michael, Casper Badenhorst                                                   |
| 27 października | Infiltracja               | Stany Zjednoczone | Martin Scorsese                          | Leonardo DiCaprio, Matt Damon, Jack Nicholson, Mark Wahlberg, Martin Sheen Ray Winstone, Vera Farmiga, Anthony Anderson, Alec Baldwin |
| 27 października | Ludzkie dzieci            | /                 | Alfonso Cuarón                           | Clive Owen, Julianne Moore, Michael Caine, Charlie Hunnam, Danny Huston                                                               |
| 27 października | Mężczyzna idealny         | Czechy            | Filip Renč                               | Zuzana Kanóczová, Marek Vašut, Simona Stašová, Stella Zázvorková, Miroslav Donutil                                                    |
| 27 października | Spadaj!                   | /                 | Jessica Bendinger                        | Jeff Bridges, Missy Peregrym, Vanessa Lengies, Nikki SooHoo, Maddy Curley                                                             |
| 27 października | Stoned                    | Wielka Brytania   | Stephen Woolley                          | Leo Gregory, Paddy Considine, David Morrissey, Ben Whishaw, Tuva Novotny                                                              |
| 27 października | Śniadanie na Plutonie     | /                 | Neil Jordan                              | Cillian Murphy, Morgan Jones, Eva Birthistle, Liam Neeson, Mary Coughlan                                                              |
| 27 października | Transylwania              | Francja           | Tony Gatlif                              | Asia Argento, Amira Casar, Birol Ünel, Alexandra Beaujard, Marco Castoldi                                                             |

#### listopad
| Data         | Tytuł filmu                                  | Kraj              | Reżyseria          | Obsada                                                                             |
| ------------ | -------------------------------------------- | ----------------- | ------------------ | ---------------------------------------------------------------------------------- |
| 3 listopada  | Pułapka                                      | Stany Zjednoczone | David Slade        | Patrick Wilson, Elliot Page, Sandra Oh, Odessa Rae, G.J. Echternkamp               |
| 3 listopada  | Światła o zmierzchu                          | /                 | Aki Kaurismäki     | Janne Hyytiäinen, Maria Järvenhelmi, Maria Heiskanen, Ilkka Koivula, Sergei Doudko |
| 3 listopada  | Zamknij się i zastrzel mnie                  | /                 | Steen Agro         | Karel Roden, Andy Nyman, Anna Geislerová, Robert Polo, Denisa Knoblochová          |
| 3 listopada  | Zostańmy przyjaciółmi                        | /                 | Roger Kumble       | Ryan Reynolds, Amy Smart, Anna Faris, Chris Klein, Chris Marquette                 |
| 10 listopada | Akademia tajemniczych sztuk pięknych         | Stany Zjednoczone | Terry Zwigoff      | Max Minghella, Sophia Myles, John Malkovich, Jim Broadbent, Matt Keeslar           |
| 10 listopada | Alex Rider: Misja Stormbreaker               | /                 | Geoffrey Sax       | Alex Pettyfer, Ewan McGregor, Bill Nighy, Mickey Rourke, Alicia Silverstone        |
| 10 listopada | Babel                                        | /                 | A.G. Iñárritu      | Brad Pitt, Cate Blanchett, Gael García Bernal, Rinko Kikuchi, Kōji Yakusho         |
| 10 listopada | Dobry rok                                    | /                 | Ridley Scott       | Russell Crowe, Marion Cotillard, Albert Finney, Freddie Highmore, Rafe Spall       |
| 10 listopada | Dzikie pszczoły                              | Czechy            | Bohdan Sláma       | Zdeněk Raušer, Tatiana Vilhelmová, Marek Daniel, Vanda Hybnerová, Pavel Liška      |
| 10 listopada | Pakt milczenia                               | Stany Zjednoczone | Renny Harlin       | Steven Strait, Laura Ramsey, Sebastian Stan, Taylor Kitsch, Chace Crawford         |
| 10 listopada | Teksańska masakra piłą mechaniczną: Początek | Stany Zjednoczone | Jonathan Liebesman | Jordana Brewster, Taylor Handley, Diora Baird, Matthew Bomer, Andrew Bryniarski    |
| 10 listopada | Veer-Zaara                                   | Indie             | Yash Chopra        | Shah Rukh Khan, Preity Zinta, Rani Mukherjee, Kiron Kher, Divya Dutta              |
| 17 listopada | Casino Royale                                | /                 | Martin Campbell    | Daniel Craig, Eva Green, Mads Mikkelsen, Judi Dench, Jeffrey Wright                |
| 17 listopada | Jak we śnie                                  | /                 | Michel Gondry      | Gael García Bernal, Charlotte Gainsbourg, Alain Chabat, Miou-Miou, Pierre Vaneck   |
| 17 listopada | Nieświadomi                                  | /                 | Joaquín Oristrell  | Leonor Watling, Luis Tosar, Àlex Brendemühl, Mercedes Sampietro, Núria Prims       |
| 17 listopada | Persona                                      | Szwecja           | Ingmar Bergman     | Bibi Andersson, Liv Ullmann, Margaretha Krook, Gunnar Björnstrand                  |
| 17 listopada | Przyjaciele                                  | Stany Zjednoczone | Tony Goldwyn       | Zach Braff, Jacinda Barrett, Casey Affleck, Rachel Bilson, Michael Weston          |
| 17 listopada | Śmierć człowieka pracy                       | /                 | Michael Glawogger  | ----                                                                               |
| 24 listopada | Borat                                        | Stany Zjednoczone | Larry Charles      | Sacha Baron Cohen, Ken Davitian, Luenell, Pamela Anderson                          |
| 24 listopada | Za dużo naraz                                | Hiszpania         | Álvaro Begines     | Marisol Membrillo, Carlos Álvarez-Nóvoa, Raúl Arévalo, Alexander Biggie            |
| 24 listopada | Cząstki elementarne                          | Niemcy            | Oskar Roehler      | Moritz Bleibtreu, Christian Ulmen, Martina Gedeck, Franka Potente                  |
| 24 listopada | Kult                                         | /                 | Neil LaBute        | Nicolas Cage, Ellen Burstyn, Kate Beahan, Molly Parker, Leelee Sobieski            |
| 24 listopada | Leming                                       | Francja           | Dominik Moll       | Laurent Lucas, Charlotte Gainsbourg, Charlotte Rampling, André Dussollier          |
| 24 listopada | Leonard Cohen: I’m Your Man                  | Stany Zjednoczone | Lian Lunson        | Bohater filmu: Leonard Cohen                                                       |

#### grudzień
| Data       | Tytuł filmu                  | Kraj              | Reżyseria                                | Obsada                                                                                |
| ---------- | ---------------------------- | ----------------- | ---------------------------------------- | ------------------------------------------------------------------------------------- |
| 1 grudnia  | Czyja to kochanka?           | /                 | Francis Veber                            | Gad Elmaleh, Alice Taglioni, Daniel Auteuil, Kristin Scott Thomas, Richard Berry      |
| 1 grudnia  | Fast Food Nation             | /                 | Richard Linklater                        | Greg Kinnear, Ethan Hawke, Bruce Willis, Patricia Arquette, Kris Kristofferson        |
| 1 grudnia  | Happy Feet                   | /                 | George Miller Warren Coleman Judy Morris | Dubbing: Elijah Wood, Nicole Kidman, Brittany Murphy, Robin Williams, Hugo Weaving    |
| 1 grudnia  | Kopia mistrza                | /                 | Agnieszka Holland                        | Ed Harris, Diane Kruger, Matthew Goode, Joe Anderson                                  |
| 1 grudnia  | Narodzenie                   | Stany Zjednoczone | Catherine Hardwicke                      | Keisha Castle-Hughes, Oscar Isaac, Hiam Abbass, Shaun Toub, Ciarán Hinds              |
| 1 grudnia  | Patrol                       | Stany Zjednoczone | Andrew Davis                             | Kevin Costner, Ashton Kutcher, Sela Ward, Melissa Sagemiller, Clancy Brown            |
| 1 grudnia  | Wpuszczony w kanał           | /                 | David Bowers Sam Fell                    | Dubbing: Hugh Jackman, Kate Winslet, Ian McKellen, Jean Reno, Bill Nighy, Andy Serkis |
| 1 grudnia  | Źródło                       | Szwecja           | Ingmar Bergman                           | Max von Sydow, Birgitta Valberg, Gunnel Lindblom, Birgitta Pettersson, Axel Düberg    |
| 8 grudnia  | Moja wielka wściekła rodzina | Stany Zjednoczone | Tyler Perry                              | Tyler Perry, Blair Underwood, Lynn Whitfield, Boris Kodjoe, Lisa Arrindell Anderson   |
| 8 grudnia  | Pytając o miłość             | Stany Zjednoczone | Robert Towne                             | Colin Farrell, Salma Hayek, Donald Sutherland, Eileen Atkins, Idina Menzel            |
| 8 grudnia  | Uśpione dziecko              | /                 | Yasmine Kassari                          | Mounia Osfour, Rachida Brakni, Nermine Elhaggar, Fatna Abdessamie                     |
| 8 grudnia  | Wesołych Świąt               | Stany Zjednoczone | John Whitesell                           | Danny DeVito, Matthew Broderick, Kristin Davis, Kristin Chenoweth, Alia Shawkat       |
| 8 grudnia  | Wiatr buszujący w jęczmieniu | /                 | Ken Loach                                | Cillian Murphy, Padraic Delaney, Liam Cunningham, Orla Fitzgerald, Mary O’Riordan     |
| 8 grudnia  | Zakochane święta             | Włochy            | Neri Parenti                             | Christian De Sica, Massimo Boldi, Danny DeVito, Anna Maria Barbera, Ronn Moss         |
| 15 grudnia | Całe szczęście               | Stany Zjednoczone | Donald Petrie                            | Lindsay Lohan, Chris Pine, Samaire Armstrong, Bree Turner, Faizon Love                |
| 15 grudnia | Krwawe święta                | /                 | Glen Morgan                              | Katie Cassidy, Michelle Trachtenberg, Kristen Cloke, Mary Elizabeth Winstead          |
| 15 grudnia | Pulp Fiction                 | Stany Zjednoczone | Quentin Tarantino                        | John Travolta, Samuel L. Jackson, Uma Thurman, Bruce Willis, Tim Roth, Ving Rhames    |
| 22 grudnia | Holiday                      | Stany Zjednoczone | Nancy Meyers                             | Cameron Diaz, Kate Winslet, Jude Law, Jack Black, Eli Wallach, Edward Burns           |
| 24 grudnia | Sukitomo                     | Japonia           | Mitsuhiro Mihara                         | Takumi Saitoh, Hiroki Aiba                                                            |
| 26 grudnia | Eragon                       | /                 | Stefen Fangmeier                         | Edward Speleers, Jeremy Irons, Sienna Guillory, Robert Carlyle, John Malkovich        |
| 29 grudnia | Apocalypto                   | Stany Zjednoczone | Mel Gibson                               | Rudy Youngblood, Dalia Hernández, Jonathan Brewer, Morris Birdyell                    |
| 29 grudnia | Romanse i papierosy          | Stany Zjednoczone | John Turturro                            | James Gandolfini, Susan Sarandon, Kate Winslet, Steve Buscemi, Bobby Cannavale        |
| 29 grudnia | Strzelając do psów           | /                 | Michael Caton-Jones                      | John Hurt, Hugh Dancy, Dominique Horwitz, Louis Mahoney, Nicola Walker                |

## Zmarli
- 1 stycznia – Halina Kosznik-Makuszewska, polska aktorka (ur. 1929)
- 2 stycznia – Lidia Wysocka, polska aktorka (ur. 1916)
- 2 stycznia – Klemens Mielczarek, polski aktor (ur. 1920)
- 14 stycznia – Shelley Winters, amerykańska aktorka (ur. 1920)
- 28 stycznia – Henry McGee, brytyjski aktor (ur. 1928)
- 13 lutego – Andreas Katsulas, amerykański aktor (ur. 1946)
- 3 marca – Krzysztof Kołbasiuk, polski aktor (ur. 1952)
- 9 marca – Hanka Bielicka, polska aktorka teatralna i filmowa (ur. 1915)
- 22 marca – Jerzy Tkaczyk, polski aktor drugoplanowy teatralny, filmowy i dubbingowy (ur. 1923)
- 22 kwietnia – Alida Valli, włoska aktorka (ur. 1921)
- 20 maja – Anna Ciepielewska, polska aktorka (ur. 1936)
- 13 lipca – Tomasz Zaliwski, polski aktor (ur. 1929)
- 23 lipca – Ewa Sałacka, polska aktorka (ur. 1957)
- 8 sierpnia – Andrzej Łachański, polski aktor (ur. 1966)
- 20 września – Sven Nykvist, szwedzki operator filmowy (ur. 1922)
- 20 listopada – Robert Altman, amerykański reżyser (ur. 1925)
- 29 listopada – Leon Niemczyk, polski aktor (ur. 1923)
- 12 grudnia – Peter Boyle, amerykański aktor (ur. 1935)